# Frank Morgan
Morgan Frank (Minneapolis, 1933. december 23. – Minneapolis, 2007. december 14.) amerikai szopránszaxofonos.

## Pályafutása
Frank Morgan a szaxofon nagy ígérete volt, de nagyon hosszú idő telt, mire ki tudta használni veleszületett tehetségét.
Stanley Morgan gitáros fia volt. Hamar megtanult a klarinétozni és a szaxofonozni. 1947-ben családostul Los Angelesbe költöztek, ahol megnyert egy tehetségkutató versenyt, aminek eredményeként szóló felvételt készítethetett Freddy Martinnal. Az 1950-es években Los Angelesben dolgozott, Teddy Charles-lal majd Kenny Clarke-kal készített lemezeket. 1955-ben pedig saját albumot készített.
Aztán dzsesszzenész karrierje 30 évre megszakadt. Heroinfüggő bálványa, Charlie Parker szomorú sorsát követve letartóztatták kábítószer birtoklása miatt. Évtizedekig hol börtönben volt, hol kint. Alkalmanként Los Angelesben ugyan fellépett, de csak 1985-ben nyílt alkalma újrakezdésre. Sikerült végleg megszabadulnia a drogoktól, és egy idő időszak után (mely még közel állt Charlie Parker játékához), kialakította saját bebop stílusát.
Frank Morgan végül inspiráló alakja lett a dzsessz világának. Ekkori albumai közé tartozik a Tribute to Charlie Parker (2003), a City Nights: Live at the Jazz Standard (2004), a Raising the Standard (2005) és a Night in the Life: Live at the Jazz Station (2007).

## Albumok
(válogatás)
- 1955: Gene Norman Presents Frank Morgan
- 1985: Easy Living
- 1986: Double Image
- 1987: Major Changes
- 1988: Yardbird Suite
- 1989: Reflections
- 1993: Listen to the Dawn
- 1995: Love, Lost and Found
- 1996: Bop!

## Filmek
- Frank Morgan az IMDb-n